# Moon 44
Pour plus de détails, voir Fiche technique et Distribution.
Moon 44 est un film ouest-allemand réalisé par Roland Emmerich et sorti en 1990.

## Synopsis
En 2038, toutes les ressources naturelles de la Terre ont été épuisées. Des multinationales ont pris le contrôle de la galaxie et se battent les unes contre les autres pour accéder aux planètes minières. Une bataille majeure concerne la planète Moon 44, une base d'opération dans la zone extérieure. C'est la seule installation encore contrôlée par la Galactic Mining Corporation. Les Moon 46, 47 et 51 ont récemment été dépassées par les robots de combat de la Pyrite Defence Company. Galactic Mining possède son propre système de défense avec des hélicoptères capables d'opérer dans les atmosphères violentes des lunes, mais il a été annulé car trop de pilotes sont morts durant l'entraînement. La compagnie envoie de nouveaux navigateurs sur Moon 44 pour assister les pilotes. Cependant, il y a toujours une pénurie de pilotes. La compagnie est alors obligée d'utiliser des prisonniers.
Galactic Mining engage Felix Stone. Ce dernier envoyé comme agent infiltré parmi les prisonniers va devoir enquêter en secret sur la disparition mystérieuse de deux navettes. Stone se lie avec le navigateur en chef Tyler, qui soupçonne que les navettes ont été volées par quelqu'un après avoir modifié les ordinateurs de vol.

## Fiche technique
- Titre original et français : Moon 44
- Réalisation : Roland Emmerich
- Scénario : Dean Heyde, Oliver Eberle et Roland Emmerich
- Musique : Joel Goldsmith
- Photographie : Karl Walter Lindenlaub
- Montage : Tomy Wigand
- Production : Roland Emmerich et Dean Heyde
- Sociétés de production : Centropolis Film Productions et Overseas FilmGroup
- Société de distribution : Warner Bros.
- Pays de production :  Allemagne
- Budget : 7 000 000 DM[1]
- Langue originale : anglais
- Format : Couleur - Dolby - 35 mm - 2.35:1
- Genre : science-fiction, action
- Durée : 98 minutes
- Dates de sortie :
  -  Allemagne de l'Ouest : 15 février 1990
  -  France : 7 août 1991

## Distribution
- Michael Paré (VF : Michel Vigné) : Felix Stone
- Lisa Eichhorn (VF : Anne Jolivet) : Terry Morgan
- Dean Devlin (VF : Luq Hamet) : Tyler
- Brian Thompson (VF : Daniel Beretta) : Jake O'Neal
- Malcolm McDowell (VF : Daniel Gall) : le major Lee
- Stephen Geoffreys (VF : Vincent Ropion) : Cookie
- Leon Rippy (VF : Joël Martineau) : le sergent Sykes
- Jochen Nickel (VF : William Coryn) : Scooter Bailey
- Mehmet Yilmaz (de) (VF : Cédric Dumond) : Marc
- John March (VF : Bruno Dubernat) : Moose Haggerty
- Drew Lucas : Riffle
- David Williamson (VF : Philippe Dumond) : Gallagher
- Roscoe Lee Browne (VF : Georges Berthomieu) : le président de Galactic Mining Corporation (non crédité)
- Alec Murdock (VF : Richard Leblond) : le général Stevens (non crédité)
- Kat Sawyer (VF : Martine Messager) : Baker (non créditée)

## Production
Ce film marque la première collaboration du réalisateur avec Dean Devlin, qui incarne ici Tyler. Peu après, il participera à l'écriture du premier film hollywoodien de Roland Emmerich, Universal Soldier. Ils collaboreront à de multiples reprises par la suite.
Le tournage a lieu principalement dans le Bade-Wurtemberg en Allemagne (Magstadt, Renningen, Sindelfingen) ainsi que quelques plans intérieurs dans le quartier de Los Feliz à Los Angeles. En raison de son faible budget, Roland Emmerich demande à installer des miroirs pour agrandir superficielmenent les décors et engage les techniciens comme figurants.

## Accueil
Dans un article de Variety paru en 1991, le film est décrit comme « ennuyeux, sans incident [...] faible effort de science-fiction devenu d'Allemagne de l'Ouest ».
Pour Time Out « le film a l'air sympa mais sans originalité [...] le travail de maquettes est correct mais laborieux ; le jeu des acteurs est incroyablement médiocre. » Le magazine TV Guide noté 1/5 : « C'est assez bien pour les yeux, mais il n'y a pas beaucoup de tension ou de sentiment de danger. » Kim Newman du magazine Empire lui donne la note de 2/5 : « L'intrigue se déroule en cuillerées peu maniables, et, malgré quelques effets spéciaux adéquats (pour l'époque), le tout est vraiment un peu ennuyeux. »